# 67 Pułk Piechoty (austro-węgierski)

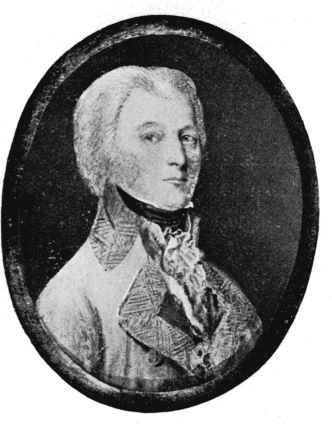
FZM Paul Kray de Krajova et Topolya

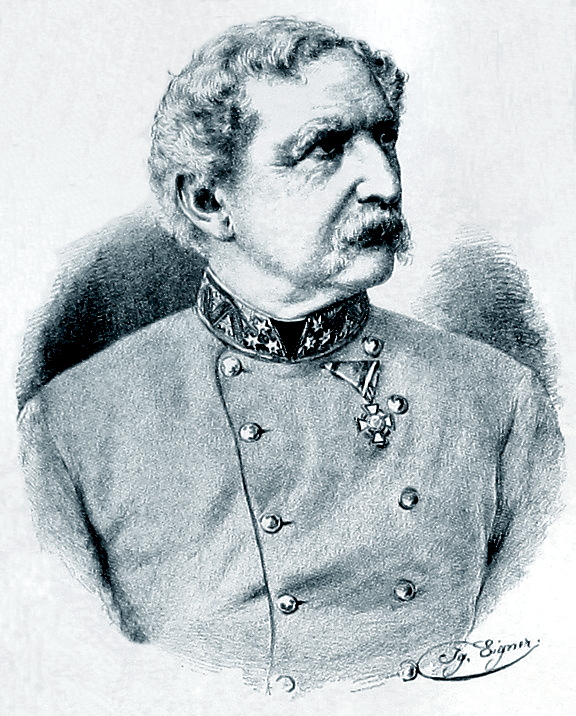
FZM Joseph von Schmerling

Węgierski Pułk Piechoty Nr 67 – pułk piechoty cesarskiej i królewskiej Armii.

## Historia pułku
1 lutego 1860 roku w Preszowie (niem. Eperies, węg. Eperjes) został sformowany Pułk Piechoty Liniowej Nr 67. W skład nowo powstałej jednostki włączono dwa bataliony Pułku Piechoty Liniowej Nr 20 z Nowego Sącza i jeden batalion Pułku Piechoty Liniowej Nr 60 z węgierskiego garnizonu Eger. 
Kolejnymi szefami pułku byli: FZM Joseph von Schmerling (1860–1884), generał kawalerii Eduard Graef von Libloy (1885–1892) i FZM Paul Kray de Krajova et Topolya (1888–1918).
Okręg uzupełnień nr 67 Preszów na terytorium 6 Korpusu.
Kolory pułkowe: różowy (blassrot), guziki srebrne. Skład narodowościowy w 1914 roku 70% - Słowacy.
W 1867 roku pułk stacjonował w Wiedniu i wchodził w skład 2 Brygady należącej do 1 Dywizji. Główna stacja okręgu uzupełnień i kancelaria rachunkowa (niem. Haupt-Ergänzungs-Bezirks- und Rechnungskanzlei-Station) pozostawała w Preszowie.
W 1873 roku komenda pułku stacjonowała w Wiedniu, a wszystkie bataliony w Preszowie. W latach 1903–1907 komenda pułku oraz 1. i 4. bataliony stacjonowały w Preszowie, natomiast 2. batalion w Nowej Wsi Spiskiej (węg. Igló), a 3. batalion w Sabinovie (węg. Kisszeben). W latach 1908–1914 komenda pułku razem z 1., 2. i 3. batalionami stacjonowała w Wiedniu, natomiast 4. batalion w Preszowie. 
W 1914 roku pułk (bez 4. batalionu) wchodził w skład 97 Brygady Piechoty w Wiedniu należącej do 49 Dywizji Piechoty, która była rozlokowana na terenie 2 Korpusu. 4. batalion był podporządkowany komendantowi 54 Brygady Piechoty należącej do 27 Dywizji Piechoty, która była rozlokowana na terenie 6 Korpusu.

## Żołnierze
Komendanci pułku
- płk Leopold Gölis (1861[5]–1865)
- płk Friedrich Müller von Elblein (1867)
- płk Joseph Mayerhofer von Grünbühl (1873)
- płk Wilhelm Microys (do 1901 → komendant 29 Brygady Piechoty w Użhorodzie)
- płk Valerian Mikulicz von Radecki (1901–1905 → komendant 57 Brygady Piechoty w Terezinie)
- płk Elias Kukiċ (1905–1909 → komendant 30 Brygady Piechoty w Miszkolcu)
- płk Albrecht Aust (1909–1911 → szef 2./St. Oddziału c. i k. Ministerstwa Wojny)
- płk Rudolf Pfeffer (1911–1912 → komendant Kurs Informacyjnego dla kapitanów i rotmistrzów)
- płk August Kleinschrodt (1912–1914[6])

Oficerowie
- kpt. Stanisław Jetel
- kpt. Anton Kraus (1891–1911)
- ppor. Tadeusz Wrześniowski

## Barwy
Z chwilą sformowania pułk otrzymał następujące barwy:
- kurtka biała (niem. Röcke weiss) z rakowo-czerwonymi wyłogami i kołnierzem (niem. Aufschläge und Kragen krebsroth), jak dla IR 71,
- pantalony jasnoniebieskie (niem. Pantalons lichtblau),
- guziki białe (niem. weisse Knöpfe)[a][7].